# Rayman: Hoodlums' Revenge
Rayman: Hoodlums' Revenge (Rayman Hoodlum's Revenge in Nord America) è un videogioco per Game Boy Advance edito dalla Ubisoft nel 2005, seguito di Rayman 3: Hoodlum Havoc. È il primo e unico gioco della serie Rayman realizzato con grafica 3D isometrica in quello che sembra essere un ambiente 2D, mentre gli sprite sono in 3D.

## Trama
Il gioco inizia con Rayman e Globox che dormono nella foresta, quando i sogni di Globox sono disturbati dal ricordo di lui che ingoia il Lum nero André. Viene svegliato da uno strano suono, e va alla ricerca della sua fonte (è possibile che sia stato catturato dagli Hoodlum, dato che viene più tardi visto nella Pozza di Fango, apparentemente intrappolato). Più tardi, Rayman si sveglia per trovare il suo amico scomparso, e va a cercare Globox.
Mentre va a cercare l'amico, Rayman scopre da Murfy che gli Hoodlum stanno cercando di clonare Reflux e che il clone è alimentato da succo di prugna. Prima di incontrarsi finalmente con Globox, deve distruggere la Macchina Infernale, che fondamentalmente produce il potente succo di prugna per potenziare il clone di Reflux.
Nel frattempo, nella Pozza di Fango, Globox viene inconsapevolmente posseduto da André, e questo è evidente dagli improvvisi sbalzi d'umore di Globox in cui diventa condiscendente, aggressivo e semplicemente cattivo. Più tardi, quando fugge dalla prigione dopo aver salvato dei Teensie e si riunisce con Rayman, André lo insulta spesso, e l'eroe senza arti, inizialmente ignaro di tutto, comincia a sospettare qualcosa. Mentre continuano attraverso le terre per tornare a casa, devono salvare i Teensie e sconfiggere un paio di boss. Nella Fossa del Fuoco Infinito, dopo la sconfitta del mostro di fuoco, André prende il pieno controllo di Globox e annuncia il suo ritorno.
Rayman va a cercare Globox, il cui corpo è usato dal Reflux clonato, e una volta trovato il clone, lo sconfigge, ma Globox perde i sensi nel processo. Lo spirito nero di André svolazza via attraverso la bocca di Globox, che si sveglia completamente, anche chiedendo a Rayman se si era perso la colazione. La storia termina con i due che camminano nella foresta.

## Modalità di gioco
La maggior parte dei livelli mette il giocatore in controllo di Rayman, mentre altri livelli mettono il giocatore in controllo del suo partner, Globox. In alcuni livelli, il giocatore è in grado di controllarli entrambi nello stesso livello premendo il pulsante Select per cambiare i personaggi. Rayman può saltare, planare ruotando i capelli per usare l'elicottero e attaccare con i suoi pugni, caricando il colpo per maggiore gittata d'attacco e potenza. Globox può attaccare con un potente schiaffo che sconfigge gli Hoodlum in un colpo, ma dato che si spaventa facilmente, scapperà se si avvicina troppo. Bevendo il succo di prugna dai barili sparsi per i livelli, si muoverà più velocemente e diventerà più coraggioso per alcuni secondi, permettendogli di attaccare gli Hoodlum senza spaventarsi finché l'effetto non finisce. L'obiettivo di ogni livello è arrivare alla fine e ottenere il maggior numero possibile di punti. Per fare questo, il giocatore deve raccogliere gemme e Lum che sono sparsi in tutti i livelli. Inoltre, anche liberare i Teensie e sconfiggere i nemici dà punti al giocatore. Alla fine del livello, il giocatore guadagna francobolli Murfy, in base al loro punteggio. I francobolli Murfy non sono importanti per il completamento del gioco, ma dopo averne ottenuto un certo numero, i livelli extra vengono sbloccati. C'è un totale di cinque livelli che possono essere sbloccati con l'acquisizione di francobolli Murfy.

## Accoglienza
Le recensioni di Rayman: Hoodlums' Revenge sono state miste. La rivista Gamepro ha dato al gioco un punteggio di 3/5 lodando la musica del gioco e gli effetti sonori anche se criticando il gameplay lineare e ripetitivo e l'angolo della fotocamera isometrica rendendo difficile navigare attraverso i livelli. I critici apprezzarono il nuovo stile di gioco isometrico, ma criticarono il gioco per essere troppo breve.